# Christian Schröter (Philosoph)

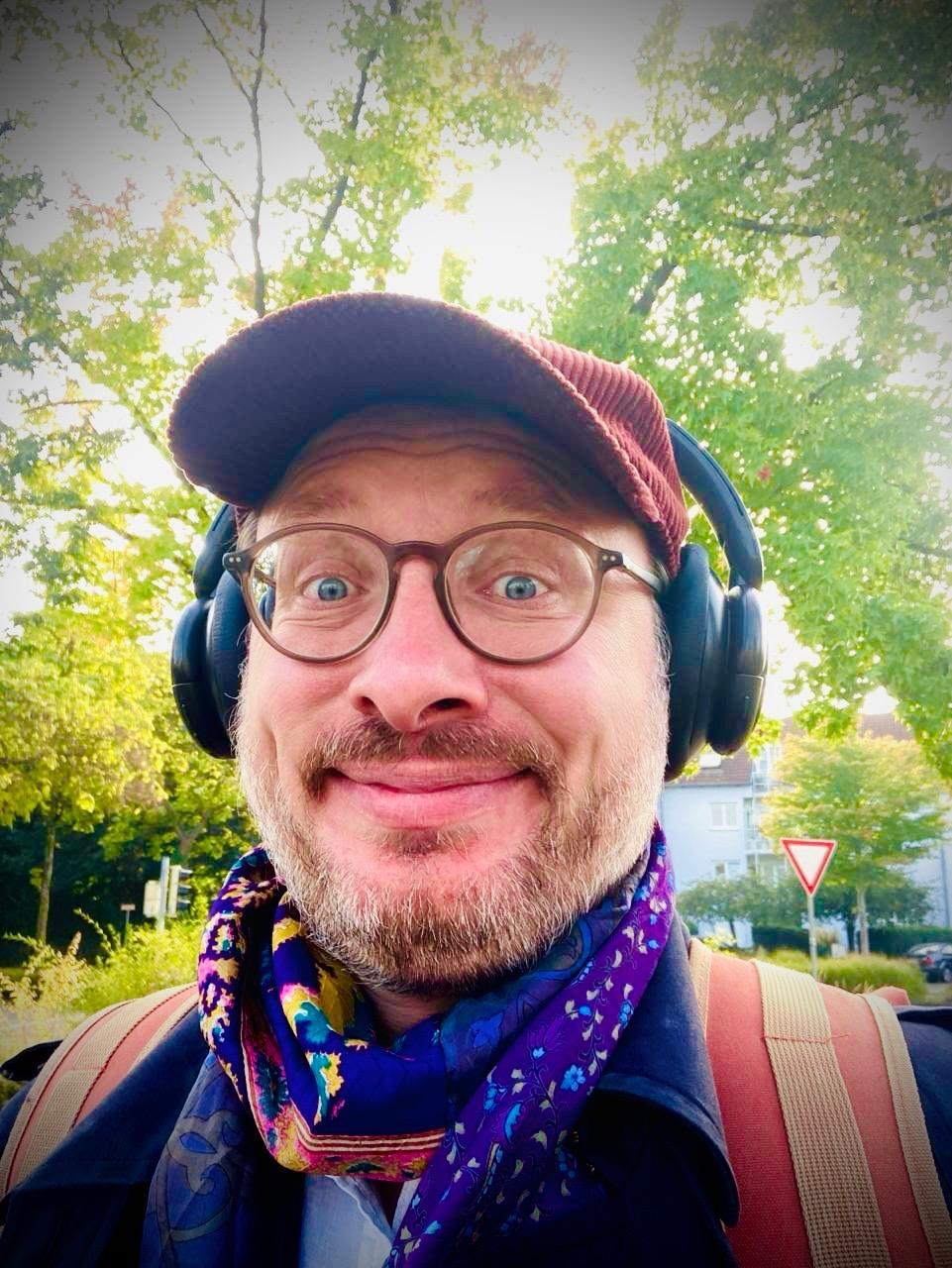
Christian Schröter, 2024

Christian Schröter, geb. Vater (* 1977 in Münden) ist ein deutscher Technikphilosoph mit der Spezialisierung auf die Theorie und Geschichte der Künstlichen Intelligenz.

## Akademischer Werdegang
Christian Schröter legte das Abitur in seinem Geburtsort, dem heutigen  Hann. Münden, ab und studierte im Anschluss an der Universität zu Köln zunächst Geschichte, Alte Geschichte und Klassische Archäologie. Noch vor dem Abschluss ging er 1997 an die Gesamthochschule Kassel, wo er zugleich zu den Studienfächern Philosophie und Germanistik wechselte. Bei Gottfried Heinemann schloss er im Februar 2011 sein Studium mit dem Magister artium ab mit einer Arbeit zum Thema „Können Maschinen denken?“ – Turing-Maschinen und Intelligenz ab, als Zweitgutachter fungierte Kristian Köchy. Von Januar 2012 bis Juni 2014 war Schröter als Wissenschaftlicher Referent in verschiedenen Start-ups zur Künstlichen Intelligenz und Halbleitertechnik tätig. Im März 2013 begann er daneben mit einem Promotionsstudium an der Universität Heidelberg. Nachdem er von 2012 bis zum Wintersemester 2013/14 an der Kasseler Universität Lehraufträge wahrgenommen hatte, hatte er diese nun ab dem Sommersemester regelmäßig in Heidelberg, mehrfach gemeinsam mit Friederike Elias, inne. Neben Künstlicher Intelligenz war ein weiterer Schwerpunkt das Internetlexikon Wikipedia, für das praktische Übungen angeboten wurden.
Im Juli 2014 wurde Schröter in Heidelberg Mitarbeiter der Geschäftsstelle im Rahmen des Sonderforschungsbereich 933 „Materiale Textkulturen“, wo er zunächst für ein Jahr für die Öffentlichkeitsarbeit, Wissenschaftskommunikation und Publikationsarbeit verantwortlich war und von Juli 2015 bis August 2019 als Wissenschaftlicher Mitarbeiter des Teilprojektes Ö, „Schrifttragende Artefakte in Neuen Medien“ tätig war. Im Sommersemester 2015 war er hier Mitorganisator der Akademischen Mittagspause 2015. Im Oktober 2021 erfolgte die Promotion bei Peter McLaughlin mit einer Dissertation zum Thema Alan M. Turing und die Suche nach dem Unterschied zwischen Mensch und Maschine; als Zweitgutachter fungierte Oliver Schlaudt. Im Januar 2020 wurde Schröter ein Jahr lang als Postdoc Wissenschaftlicher Mitarbeiter am von Marcus Popplow geleiteten Department für Geschichte des Instituts für Technikzukünfte des Karlsruher Instituts für Technologie, anschließend war er dort bis November 2021 Gastwissenschaftler mit Lehrauftrag. Er forschte dort im Rahmen des HEiKAexplore-Forschungsprojekts Die Zukunft Zeichnen – Technische Bilder als Element historischer Technikzukünfte in der frühen Künstlichen Intelligenz.
Seit Oktober 2021 ist Schröter Wissenschaftlicher Mitarbeiter (Coordination Lead) des an der Akademie der Wissenschaften und der Literatur in Mainz (Digitale Akademie der Wissenschaften und der Literatur) angesiedelten Projektes NFDI4Culture (Nationale Forschungsdateninfrastruktur).

## Forschungsschwerpunkte
Schröters Forschungsschwerpunkte liegen bei der Theorie und Geschichte der Künstlichen Intelligenz, einen Schwerpunkt bildet hier die Forschung zu Alan M. Turing. Einen zweiten Schwerpunkt bilden die Wissenschaftstheorie sowie die Wissenschaftsgeschichte. Darüber hinaus beschäftigt er sich mit Medienwissenschaft, material culture studies sowie science and technology studies. Er ist Mitglied im Wissenschaftlichen Netzwerk „Philosophie der Digitalität: Phänomenologische und systematische Perspektiven“ der Deutschen Forschungsgemeinschaft und gehört dem Leitungsteam der AG Philosophie der Digitalität in der Deutschen Gesellschaft für Philosophie an.

## Wissenschaftskommunikation

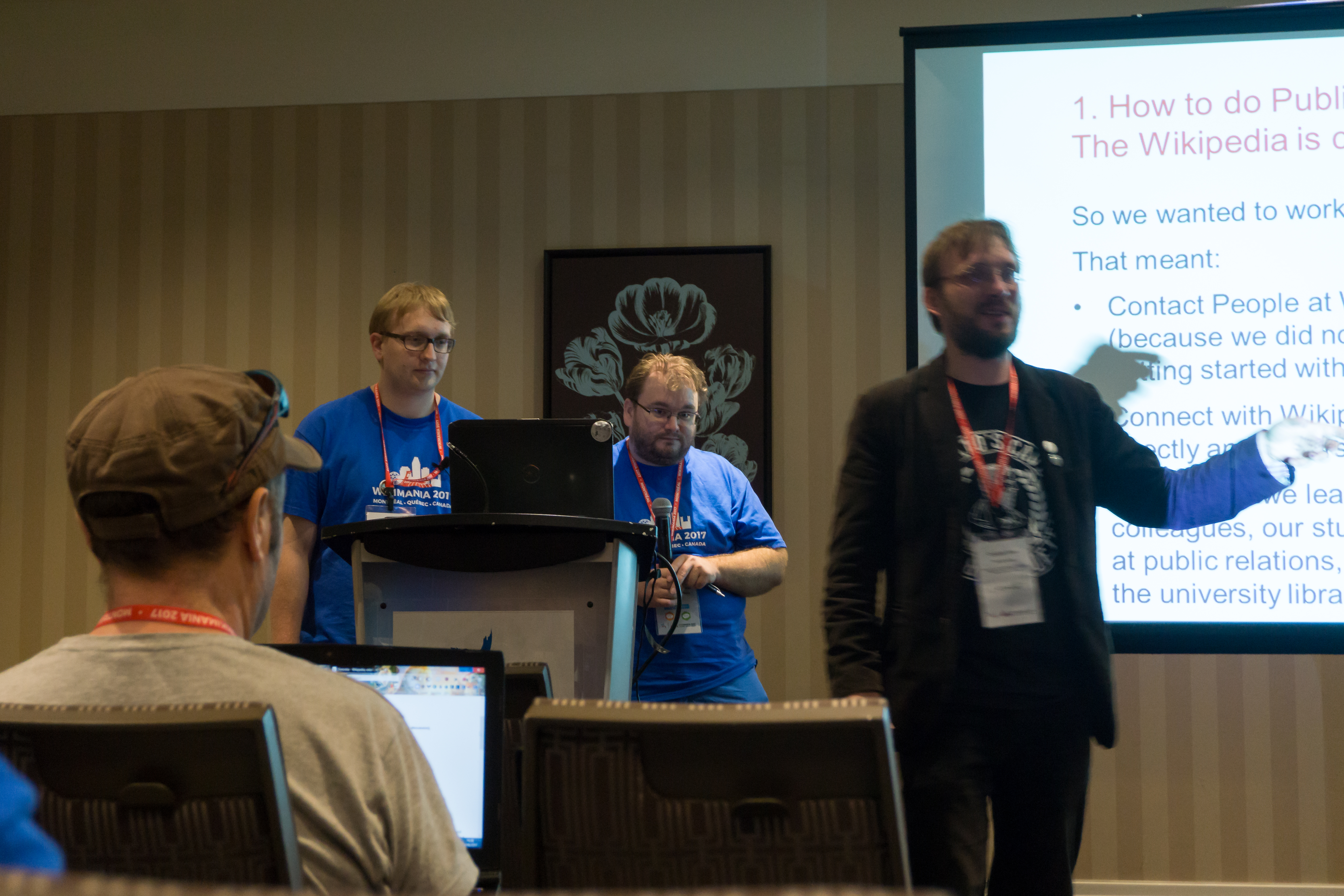
Schröter bei einem Vortrag auf der Wikimania 2017 in Montreal

Neben der akademischen Lehrtätigkeit präsentiert Schröter seine Forschungsergebnisse auch in verschiedenen Formen einer sowohl Fach- als auch breiteren Öffentlichkeit. So sprach er beispielsweise neben Fachtagungen auf der Frühjahrstagung des Zentrums für Wissenschaftsforschung der Nationalen Akademie der Wissenschaften Leopoldina 2020, aber auch auf der Wikimania 2017 in Montreal sowie den WikiCons 2016 in Stuttgart und 2017 in Leipzig. Besonderes mediales Echo fand seine aktive Anwendung der Wikipedia in der akademischen Lehre durch ihn und Friederike Elias. Vom Deutschlandfunk wurde er zum Thema Roboter – Maschinen lügen nicht? befragt, für netzpolitik.org zu „Technikängsten“. Darüber hinaus war Schröter Gast verschiedener Podcasts, so bei Karsten Wendlands „Selbstbewusste KI“. Mit Christoph Bertolo schuf er den Film 300 Jahre Mechanische Intelligenz. Von Rechenknechten und Denkfabriken. Im Mai 2019 organisierte er die Tagung Über das Versiegeln und Öffnen von Black Boxes – Dispositive und Artefaktarrangements als Analyseinstrumente am SFB 933, im April 2020 als Co-Organisator Künstliche Intelligenz und Weltverstehen am Zentrum für Wissenschaftsforschung der Leopoldina. Am 15. Jänner 2025 präsentierte er Teile seiner Forschungsarbeit mit seinem Gastvortrag zu „Der Geist in der (Rechen-)Maschine. Theorie und Hoffnung in der Geschichte der KI“ beim theologischen Tag der MLU Halle-Wittenberg der unter der Leitung der Dekanin Annette Weissenrieder stattgefunden hat. Ebenfalls im Jänner 2025 ist der Beitrag zu „Denkende Maschinen“ im CCC nahen Podcast erschienen.

## Publikationen (Auswahl)
Im Dezember 2023 heiratete Christian Vater und nahm dabei den Namen seiner Frau an. Ab diesem Zeitpunkt sind seine Publikation unter dem Namen Christian Schröter zu finden.

### Monografien
- Turings Maschinen. Eine Problemstellung zwischen Wissenschafts- und Technikgeschichtsschreibung. Manutius Verlag, Heidelberg 2023, ISBN 978-3-944512-35-8.

### Herausgeber
- mit Tina Schöbel und Charlotte Lagemann: Leben, Dinge, Texte: Begleitheft zur Ausstellung des Sonderforschungsbereichs 933 „Materiale Textkulturen – Materialität und Präsenz des Geschriebenen in non-typographischen Gesellschaften“ (= Kataloge des Universitätsmuseum Heidelberg, Band 10). Universitätsmuseum Heidelberg, Heidelberg 2015 [Nachdruck 2016], ISBN 978-3-946531-20-3, Digitalisat, ISBN 978-3-946531-19-7.
- mit Michaela Böttner, Ludger Lieb und Christian Witschel: 5300 Jahre Schrift. Verlag Das Wunderhorn, Heidelberg 2017, ISBN 978-3-88423-565-2.
- mit Eckhard Geitz und Silke Zimmer-Merkle: Black Boxes – Versiegelungskontexte und Öffnungsversuche. Interdisziplinäre Perspektiven (= Materiale Textkulturen, Band 31). Walter de Gruyter, Berlin 2020, ISBN 978-3-11-069979-1, Open Access, ISBN 978-3-11-070140-1.
- mit Florian Arnold, Johannes C. Bernhardt und Daniel Martin Feige: Digitalität von A bis Z (= Edition Medienwissenschaft. Band 104). transcript, Bielefeld 2024, ISBN 978-3-8376-6765-3.
- mit Tessa Gengnagel und Hubert Mara, Sonderheft "Kleine Fächer Digital" im it – Information Technology Journal, De Gruyter.

### Beiträge
- Die Wikipedia und das Software-Dispositiv. Eine digitale kooperative Onlineenzyklopädie für die ‚Turing-Galaxis‘ und die Geschichte des Hypertextes. In: Eva Gredel, Laura Herzberg und Angelika Storrer (Herausgeberinnen): Linguistische Wikipedistik (= Sonderheft Diskurse – Digital), S. 1–25.
- Christian Vater, Eckhard Geitz: Künstliche Intelligenz parlamentarisch (mit)gestalten. Vergangene technische Zukünfte in den Berichten der Enquete-Kommissionen des Deutschen Bundestags. In: Technikfolgenabschätzung in Theorie und Praxis (TATuP). Band 30, Nr. 3. Institut für Technikfolgenabschätzung und Systemanalyse (ITAS), oekom, Karlsruhe 2021, S. 50–55, doi:10.14512/tatup.30.3.50.
- mit Christian Wachter: Hypertext. In: AG Digital Humanities Theorie des Verbandes Digital Humanities im deutschsprachigen Raum e. V. (Hrsg.): Begriffe der Digital Humanities. Ein diskursives Glossar (= Zeitschrift für digitale Geisteswissenschaften, Working Papers 2), Wolfenbüttel 2023 Version vom 25. Mai 2023), HTML / XML / PDF, doi:10.17175/wp_2023_005.

## Einzelbelege
1. ↑  Magisterarbeit als PDF
2. ↑  Veranstaltungsflyer, PDF
3. ↑  Mitglieder des Netzwerks auf der Website des Wissenschaftlichen Netzwerks „Philosophie der Digitalität: Phänomenologische und systematische Perspektiven“, abgerufen am 3. September 2024.
4. ↑  Organisatorische AG-Leitung auf der Website der AG Philosophie der Digitalität, abgerufen am 3. September 2024.
5. ↑  Swantje Unterberg: Uni Heidelberg: Alternative zur Hausarbeit – Wikipedia-Eintrag als Leistungsnachweis. In: Der Spiegel. 21. Februar 2017, ISSN 2195-1349 (spiegel.de [abgerufen am 5. Juni 2023]).
Stuttgarter Nachrichten, Stuttgart Germany: Universität Heidelberg: Wikipedia-Einträge anstelle von Hausarbeiten. Abgerufen am 5. Juni 2023.
evaheidenfelder: Seminararbeiten – alles für die Tonne? 10. Januar 2018, abgerufen am 5. Juni 2023.
Wikipedia-Artikel statt Hausarbeit. 9. Oktober 2018, abgerufen am 5. Juni 2023.
Wikipedia-Artikel statt Hausarbeit. 27. März 2017, abgerufen am 5. Juni 2023.
https://swrmediathek.de/player.htm?show=6c448f60-fced-11e6-9102-005056a12b4c
https://twitter.com/heuteplus/status/834881970807181317. Abgerufen am 5. Juni 2023.
Universität Heidelberg: Wikipedia-Eintrag statt Hausarbeit
6. ↑  deutschlandfunk.de: Roboter – Maschinen lügen nicht? Abgerufen am 5. Juni 2023.
7. ↑  Interview zu Technikängsten: Ein kritischer Blick kann zu mehr Sorgfalt führen. 1. Juli 2020, abgerufen am 5. Juni 2023.
8. ↑  Karl Steinbuch – Wegbereiter der Künstlichen Intelligenz – KIT.audio | Der Forschungspodcast des Karlsruher Instituts für Technologie, Folge 26 am 11. Januar 2021. Abgerufen am 5. Juni 2023.
Karsten Wendland, Christian Vater: Die Gründerväter der KI machten sich über Bewusstsein keine Gedanken. Im Gespräch mit Christian Vater. 2020, abgerufen am 5. Juni 2023.
9. ↑  Selbstbewußte KI – Podcast. In: Selbstbewußte KI – Podcast. Karsten Wendland, abgerufen am 6. Juni 2023.
10. ↑  Christoph Bertolo: 300 Jahre Mechanische Intelligenz. Von Rechenknechten und Denkfabriken. In: KITopen. Karlsruher Institut für Technologie, 5. April 2019, abgerufen am 12. Juni 2023.
11. ↑  Flyer, PDF
12. ↑  Mathis: Workshop: Über das Versiegeln und Öffnen von Black Boxes | Heidelberg 23.-25. Mai 2019 – INSIST. 16. November 2018, abgerufen am 5. Juni 2023.
13. ↑  Theologischer Studientag an der MLU-Halle-Wittenberg. 15. Januar 2025, abgerufen am 16. Januar 2025.
14. ↑  auch-interessant.de Folge #94: Denkende Maschinen – mit Dr. Christian Schröter. Abgerufen am 19. Januar 2025.

| Personendaten    | Personendaten              |
| ---------------- | -------------------------- |
| NAME             | Schröter, Christian        |
| ALTERNATIVNAMEN  | Vater, Christian           |
| KURZBESCHREIBUNG | deutscher Technikphilosoph |
| GEBURTSDATUM     | 1977                       |
| GEBURTSORT       | Hann. Münden               |